# Juan Ayuso
Juan Ayuso (* 16. září 2002) je španělský profesionální silniční cyklista jezdící za UCI WorldTeam UAE Team Emirates XRG.
V srpnu 2021 se Ayuso stal členem UCI WorldTeamu UAE Team Emirates, s nímž podepsal pětiletý kontrakt.

## Hlavní výsledky
2019
Národní šampionát
 vítěz silničního závodu juniorů
3. místo časovka juniorů
3. místo Gipuzkoa Klasika
Trophée Centre Morbihan
5. místo celkově
2020
Národní šampionát
 vítěz silničního závodu juniorů
 vítěz časovky juniorů
vítěz Gipuzkoa Klasika
Mistrovství Evropy
5. místo časovka juniorů
7. místo silniční závod juniorů
2021
Giro Ciclistico d'Italia
 celkový vítěz
 vítěz bodovací soutěže
 vítěz vrchařské soutěže
 vítěz soutěže mladých jezdců
vítěz etap 2, 5 a 7
Giro di Romagna
 celkový vítěz
vítěz etap 2 a 3
vítěz Trofeo Piva
vítěz Giro del Belvedere
2. místo Prueba Villafranca de Ordizia
Mistrovství Evropy
 3. místo silniční závod do 23 let
2022
vítěz Circuito de Getxo
2. místo Trofeo Laigueglia
Vuelta a España
3. místo celkově
Tour de Romandie
4. místo celkově
 vítěz soutěže mladých jezdců
Národní šampionát
4. místo silniční závod
4. místo La Drôme Classic
4. místo Prueba Villafranca de Ordizia
Volta a Catalunya
5. místo celkově
2023
Tour de Romandie
vítěz 3. etapy (ITT)
Tour de Suisse
2. místo celkově
vítěz etap 5 a 8 (ITT)
Národní šampionát
2. místo silniční závod
4. místo časovka
3. místo Prueba Villafranca de Ordizia
Vuelta a España
4. místo celkově
 vítěz soutěže mladých jezdců
2024
Kolem Baskicka
 celkový vítěz
 vítěz soutěže mladých jezdců
vítěz Ardèche Classic
Tirreno–Adriatico
2. místo celkově
 vítěz soutěže mladých jezdců
vítěz 1. etapy (TTT)
2. místo La Drôme Classic
3. místo Trofeo Laigueglia
Tour de Luxembourg
5. místo celkově
vítěz 4. etapy (TTT)
5. místo Tour de Romandie
2025
Tirreno–Adriatico
 celkový vítěz
 vítěz soutěže mladých jezdců
vítěz 6. etapy
vítěz La Drôme Classic
vítěz Trofeo Laigueglia
Volta a Catalunya
2. místo celkově
vítěz 3. etapy
10. místo Ardèche Classic

### Výsledky na etapových závodech
| Výsledky na Grand Tours        |      |      |      |      |
| Grand Tour                     | 2022 | 2023 | 2024 | 2025 |
| Giro d'Italia                  | —    | —    | —    |      |
| Tour de France                 | —    | —    | DNF  |      |
| Vuelta a España                | 3    | 4    | —    |      |
| Výsledky na etapových závodech |      |      |      |      |
| Závod                          | 2022 | 2023 | 2024 | 2025 |
| Paříž–Nice                     | —    | —    | —    | —    |
| Tirreno–Adriatico              | —    | —    | 2    | 1    |
| Volta a Catalunya              | 5    | —    | —    | 2    |
| Kolem Baskicka                 | —    | —    | 1    | —    |
| Tour de Romandie               | 4    | 16   | 5    | —    |
| Critérium du Dauphiné          | DNF  | —    | DNF  | —    |
| Tour de Suisse                 | —    | 2    | —    | —    |

| —   | Nezúčastnil se |
| DNF | Nedokončil     |